# Calle de Génova
La calle de Génova es una calle de la ciudad española de Madrid, que hace las veces de línea divisoria entre los barrios de Justicia y Almagro, pertenecientes al distrito Centro y al de Chamberí respectivamente. La calle conecta la plaza de Alonso Martínez con la de Colón.

## Historia

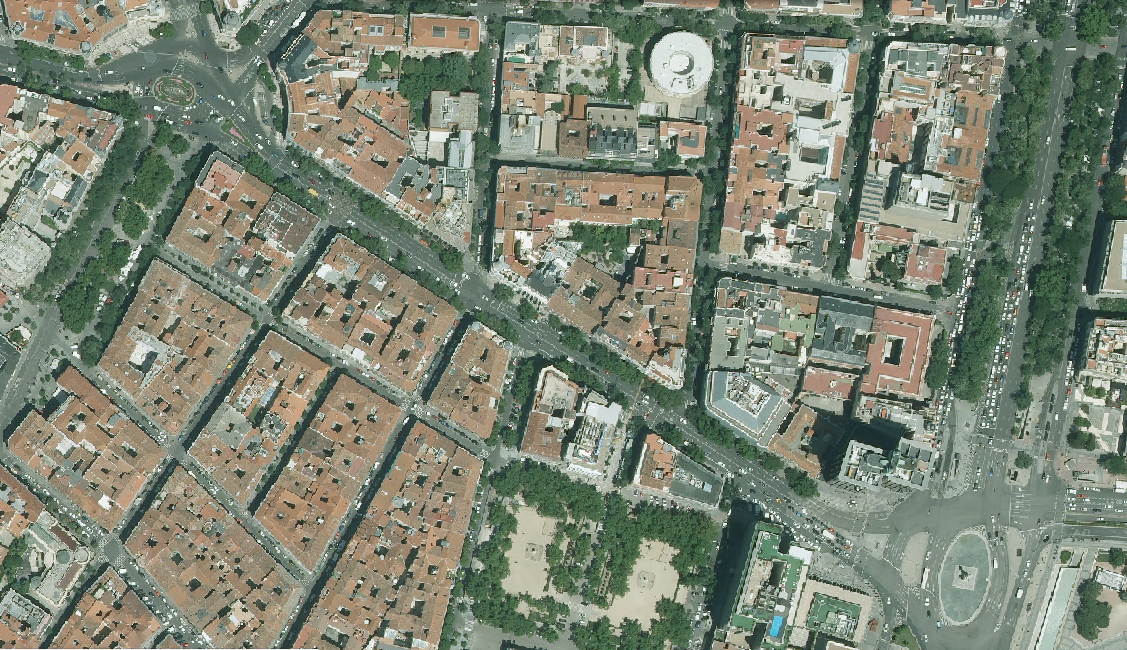
Vista área de la calle. PNOA, cedido por © Instituto Geográfico Nacional.

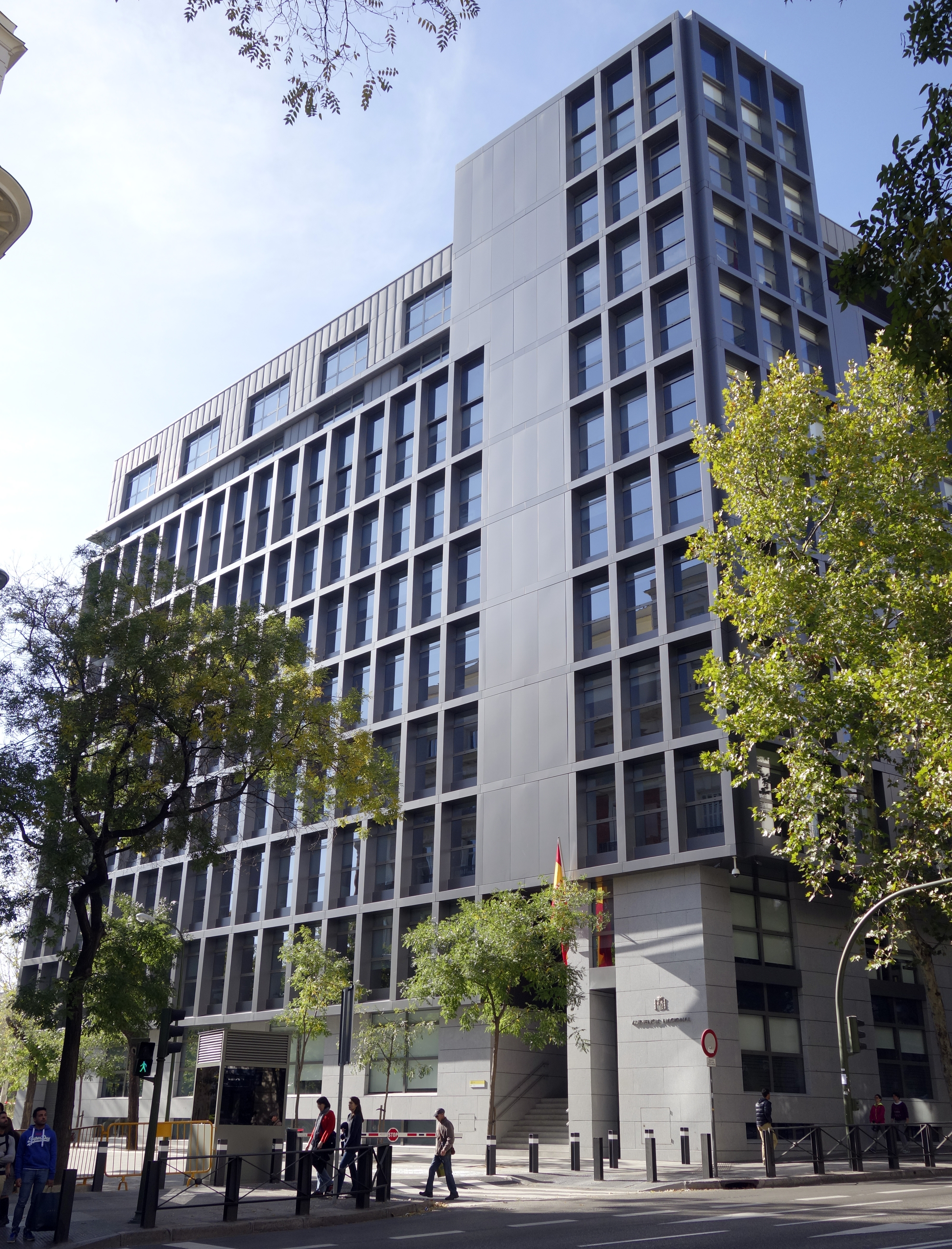
Sede de la Audiencia Nacional.

La calle discurre desde la plaza de Alonso Martínez, antigua glorieta de Santa Bárbara, hasta la plaza de Colón. Desde 1859, se llamó «ronda de Recoletos», nombre que conservaría hasta el 1 de octubre de 1886 cuando se renombró a su denominación actual. Existía como camino en el siglo xvii, según el plano de Teixeira, de 1656, así como también aparece marcado en el plano de Antonio Espinosa de los Monteros. Hilario Peñasco de la Puente y Carlos Cambronero sugieren que el nombre de la calle haría referencia a la ciudad italiana de Génova por ser el posible lugar de nacimiento de Cristóbal Colón, en cuya plaza desemboca la calle. 
La calle alberga el Palacio de Gamazo —un edificio de Ricardo Velázquez Bosco—, el edificio de la Audiencia Nacional y la sede del Partido Popular. Una lápida conmemorativa colocada en 1951 recuerda que en 1903 nació en el número 26 de la calle José Antonio Primo de Rivera. También residió en la calle el escritor y embajador Eugenio Montes, fallecido en el número 16.
En el número 31 de la calle, ya a la altura de la plaza de Colón, se alzan las Torres de Colón, obra del arquitecto Antonio Lamela. A sus pies, debajo del voladizo, está ubicada Herón, una pieza escultórica de 1975 encargada por dicho arquitecto al escultor albaceteño José Luis Sánchez para rellenar ese espacio. También, en una isleta que cruza la calle se encuentra Mujer con espejo, del colombiano Fernando Botero.